# Cattive ragazze
Cattive ragazze è un film del 1992 scritto e diretto da Marina Ripa di Meana.
Il film segnò il debutto di Marina Ripa di Meana come regista. Dopo essere stato distribuito, ottenne scarsi incassi al botteghino e un responso estremamente negativo da parte di critica e pubblico; e tutto ciò contribuì a bloccare ogni ipotesi di carriera cinematografica della Ripa di Meana.
Considerato uno tra i peggiori film italiani mai realizzati, il film viene ricordato per avere attirato molte polemiche a causa dei finanziamenti ottenuti con i fondi pubblici dell'art. 28 e per essere uno dei più noti flop del cinema italiano degli ultimi trent'anni.

## Trama
Alma ha divorziato da poco e questo le causa una profonda depressione. Mentre sta festeggiando i venticinque anni da sola, qualcuno bussa alla sua porta: è Brian, uno spogliarellista, regalo di compleanno di due sue colleghe, che cercano di rallegrarla. Mentre Brian inizia lo spogliarello, sopraggiunge Milli, l'ex suocera malata di mente di Alma, che comincia a fare una scenata nei confronti dell'ex nuora, accusandola d'avere rovinato la reputazione di suo figlio, lasciandolo e divorziando. Il figlio di Milli, ex marito di Alma, invece, non è altro che uno smidollato dipendente in tutto e per tutto dalle violente posizioni della madre. Vista la situazione, Alma e Brian decidono di fuggire sull'Harley Davidson di lui in Venezuela.
Inizia così un'avventura per i due amanti. Entrambi, infatti, devondo lasciare la città al più presto perché vi sono alcuni pazzi criminali che attentano alla loro salute; per Alma il pericolo è costituito da Milli, mentre per Brian dall'ex fidanzata Marylin, una ladra e aspirante killer appena scarcerata con la sua complice Amy, una nana lesbica. I due si rifugiano da Esmeralda, sorella di Brian, ex diva delle telenovelas che ha mire incestuose verso il fratello. Nel frattempo Amy si suicida, dopo che Marylin l'ha offesa riversandole addosso ogni tipo di rigetto nei suoi confronti.
Marylin s'impossessa d'una partita di diamanti che aveva rubato insieme a Amy e si dirige alla ricerca di Brian. Milli, invece, durante la ricerca di Alma, subisce un incidente d'auto insieme al figlio, ex marito di Alma, che muore mentre Milli sopravvive e, raggiunto un camion di suore poco distante, si fa accogliere da queste. Milli, malridotta dall'incidente, racconta loro d'essere stata ridotta così dal marito, poiché non tifa per la stessa squadra di calcio del consorte. Le suore credono alla bugia di Milli e, mosse da compassione, soccorrono la donna, dopodiché l'accompagnano dove chiede. Dopo alcuni inseguimenti e sparatorie, tutto finisce con un tragico epilogo.
Alma e Brian si rifugiano in un hotel, alloggiando in una stanza all'ultimo piano, ma Marylin riesce comunque a trovare i due amanti e, dopo essersi intrufolata nella loro camera, presa da un raptus di gelosia, si dice ancora innamorata di Brian e inizia a darle di santa ragione ad Alma mentre l'uomo resta incatenato al letto dove, pochi minuti prima, aveva iniziato un gioco sadomasochista con Alma, assistendo impotente alla lotta tra le due donne. Mentre le due rivali s'azzuffano, l'ambiente viene scosso da alcuni colpi di pistola sparati da Milli che, accompagnata dalle suore, ha raggiunto l'hotel dove alloggiano Alma e Brian e che uccidono quest'ultimo.
Uccidendo Brian, Milli ha finalmente vendicato l'onore del figlio, morto nel frattempo. A questo punto Alma e Marylin, accortesi che Brian è morto, iniziano a urlare disperate: Marylin, in particolare, corre incontro a Milli tentando d'ucciderla. Nella lotta, le due donne sfondano la vetrata della parete della camera e precipitano nel vuoto, sfracellandosi a terra. Alma, scossa dagli eventi e dalla morte dell'uomo che amava, perde completamente la testa. Rimasta vedova dell'ex marito e ora senza Brian, ricomincia a lavorare, ma è assente e cambiata. Dopo questi fatti, riesce a conoscere un'altra parte di se stessa e ora è una nuova donna, forte e determinata. Grazie a ciò, Alma riesce a uscire fuori dal suo stato di depressione, riuscendo a emanciparsi consumando rapporti sessuali occasionali con uomini belli e disponibili ma, forse, sta solo cercando, in altri uomini, la presenza di quello che fu il suo unico amore, Brian.

## Produzione
Il primo approccio con il cinema la Ripa di Meana lo ebbe nel 1979 quando ottenne il ruolo di protagonista nel film Assassinio sul Tevere. Successivamente vennero realizzati due film da due suoi best seller letterari, I miei primi 40 anni di Carlo Vanzina, e La più bella del reame diretto da Cesare Ferrario nel 1989. Dopo questi film la Ripa di Meana scrisse la sceneggiatura di Cattive ragazze, che parlava di femminismo.
Anche il cast scelto era composto prevalentemente da donne, tra cui Eva Grimaldi, Florence Guérin ed Anita Ekberg. Tra gli esordienti nella pellicola oltre che la Ripa di Meana dietro la macchina da presa, Eva Grimaldi alla sua prima prova come attrice drammatica, e l'attore Brando Giorgi.
Sulla sua esperienza la Ripa di Meana disse «Girare questo film è stata un'esperienza stimolante anche se molto faticosa». Le riprese iniziarono il 30 settembre 1991, e il montaggio venne terminato verso la fine di marzo.
Il film venne girato in Venezuela e a Città del Messico per ammortizzare i costi di produzione. Il budget messo a disposizione per realizzare il film è stato di 2 miliardi e 350 milioni di lire.
Per promuovere il film vennero realizzati due brevi trailer, in uno dopo alcune scene del film appariva la Ripa di Meana brandendo in mano un paio di forbici, mentre nel secondo presentava il film con l'attrice Debbie Lee Carrington. La colonna sonora venne cantata da Donatella Rettore e scritta da Claudio Rego e M.T. Brill. La canzone in questione, intitolata Bad Girl, è presente nei titoli di coda, ma non venne mai distribuita ufficialmente.

## Distribuzione
Il film venne distribuito nel circuito cinematografico italiano il 15 agosto del 1992.

### Censura
Il film fu approvato dalla censura il 25 marzo 1992, con il visto n. 87596.

### Home Video
Il film è stato distribuito in versione VHS dalla Manzotti Home Video, anche se tutt'oggi la VHS originale è difficile da reperire.

## Accoglienza

### Incassi
Il film è stato un flop al botteghino ed i suoi guadagni non riuscirono a coprire i costi di produzione. Dopo esser stato distribuito nelle sale, nella prima settimana il film ha incassato 24.887.000 lire e in totale ha incassato 29.967.000 lire. Il film venne proiettato per pochi giorni a ferragosto, e durante questo periodo venne visto da 2.701 spettatori. In due occasioni il Corriere della Sera ha riportato che gli spettatori lasciavano la sala prima della fine del film e che dopo la recensione alcuni lettori indignati e allibiti telefonarono alla redazione. Alla fine dell'anno il film non riuscì ad entrare nella classifica dei 100 film più visti durante la stagione 1992/1993. Il film nel 1993 apparve in un articolo de La Repubblica per essere stato uno dei maggiori insuccessi dell'annata cinematografica, insieme al film Jackpot, scritto e interpretato da Adriano Celentano. La Ripa di Meana dopo l'insuccesso del film sostenne che il film «è andato male perché è stato demonizzato fin dal primo giorno. [...] tutti mi si sono buttati addosso perché avevo ottenuto il finanziamento».

### Critica
Il film ha ricevuto recensioni estremamente negative da parte della critica cinematografica italiana, tant'è che Cattive ragazze è stato uno dei fiaschi più clamorosi della stagione cinematografica 1992-1993. Il critico Paolo Mereghetti rimase particolarmente sconcertato, scrivendo nel suo Dizionario dei film che «è un pasticciaccio insulso che può servire solo a capire cosa non è il cinema», attaccando soprattutto i dialoghi e la recitazione; Mereghetti poi terminò la recensione con una delle critiche più famose mosse al film: «Può concorrere al titolo di film più brutto della storia del cinema e vincere».
G. Giraud scrisse ne Il Lavoro che «Cattive ragazze non somiglia in nulla a un film vero e proprio, così come non ricorda nemmeno nient'altro visto in precedenza al cinema, anche là dove si voglia richiamare alla memoria il peggio sfornato nei periodi di vacche magre». Nella sua breve recensione de Il Morandini, Morando Morandini lo definì come un «film insulso di immedicabile volgarità intellettuale [...]», mentre nella recensione de Il Farinotti viene citato lo scandalo dell'articolo 28: «Se si cerca un esempio di come l'articolo 28 [...] sia stato utilizzato per fini tutt'altro che limpidi, questo è il film da vedere. In caso contrario è meglio evitarsi l'esperienza.»
Renato Venturelli, mentre recensiva Goodbye Mama, ha ricordato Cattive ragazze tra «le bufale dei Grandi Raccomandati».

#### Risposte alle critiche
Dopo che apparve sul Corriere della Sera la recensione del film, la Ripa di Meana inviò una lettera, scrivendo che «non ho mai pensato di fare una seconda Corazzata Potëmkin».
Dopo la lettera, la Ripa di Meana rispose alle critiche sostenendo che «Non credo che fosse un brutto film, e in ogni caso ce ne sono di più brutti» e inoltre dichiarò che entro cinque anni avrebbe vinto il premio Oscar.

## Controversie legali
Il caso dell'articolo 28 attirò anche la stampa estera, tant'è che il quotidiano colombiano El Tiempo riportò nel 1994 la vicenda in un articolo.